# 御誕生寺

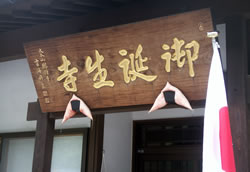
玄関の看板

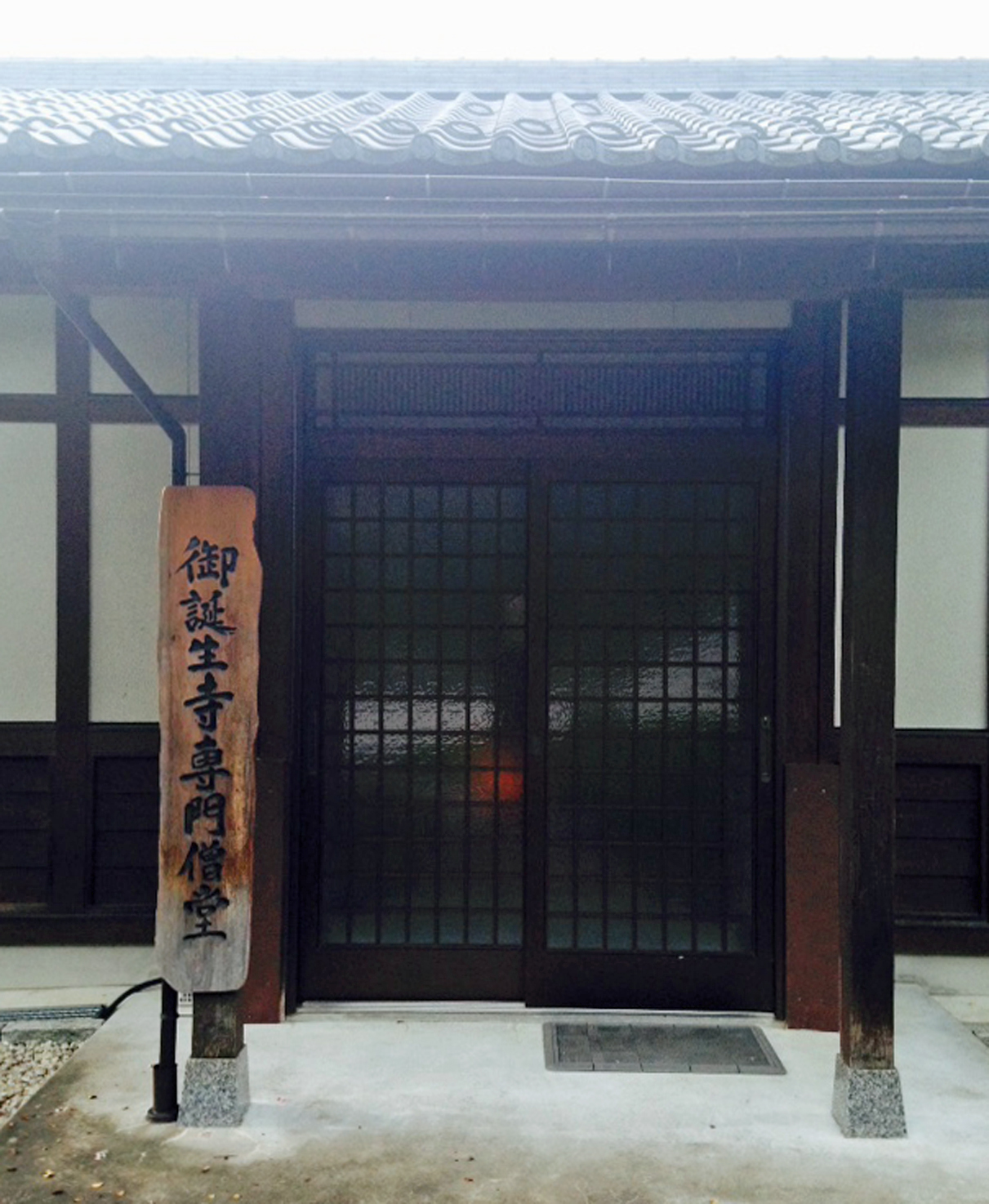
専門僧堂

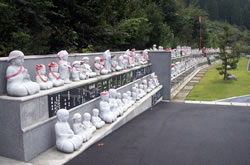
地蔵コーナー

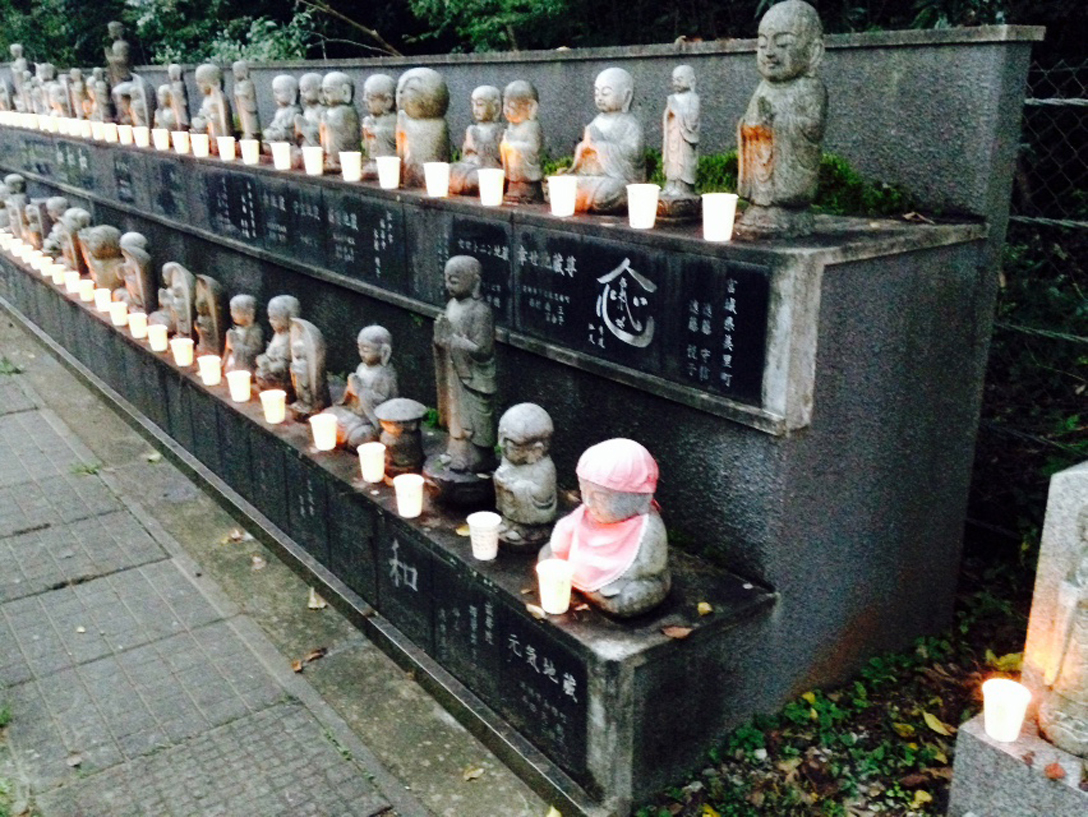
地蔵祭りの様子

御誕生寺（ごたんじょうじ）は、福井県越前市庄田町にある曹洞宗の寺院である。山号は萬象山。本尊は釈迦如来。

## 沿革
- 昭和23年（1948年） - 上田全之によって、大本山總持寺の開山瑩山紹瑾の生誕地である帆山に小堂が建立されるも、その後、荒廃
- 平成14年（2002年） - 元曹洞宗管長板橋興宗によって宇野酸素より土地を寄進された現在地に小堂建立
- 平成20年（2008年）8月30日 - 本堂・坐禅堂の上棟式。同年10月28日に本尊安置
- 平成21年（2009年）6月7日 - 本堂・坐禅堂の落慶法要。開山忌法要。大本山總持寺より「直末」と「中興」の称号が授与。曹洞宗宗務庁より修行道場「専門僧堂」認可
- 平成25年（2013年）5月12日 - 寺内・慈仏堂の落慶法要。寺祭「誕生祭」催行
- 令和元年（2019年）10月 - 本堂前に大仏建立

### 歴代僧堂長
1. 板橋興宗：2009年 － 2014年（前總持寺祖院住職）
2. 吉野真常：2014年 － 2020年（前可睡斎堂監）
3. 今村源宗：2020年 － （前總持寺祖院監院）

## 日曜坐禅会
- 毎週日曜日の13時30分より2回の坐禅
- 坐禅の後、15時より法話と質問の会（無料）

## 猫寺として
御誕生寺は猫寺としても知られ、数十匹の捨て猫や傷病猫を保護・飼育している。寺の建立直後に4匹の捨て猫を助けたことをきっかけに、最多時は約80匹、2022年現在は16匹を世話している。全てに名前と首輪をつけ、猫の里親を探したり、無闇な繁殖を防ぐための避妊手術等を行ったりしている。毎日朝7時ごろと昼15時半ごろに、修行僧が猫たちにエサやりをしている。
通常の参拝の他に、猫による癒しを求めて、年間約3万人が寺を訪れる。猫の撮影・見学ツアーも受け入れている。
但し猫の保護・飼育は住職や修行僧の尽力、檀家や猫愛好家などの参拝者の篤志等で賄われている。無制限に猫を受け入れるものではなく、無断で境内に猫を遺棄することは動物愛護法その他の観点から処罰の対象となる。2022年現在、適正に飼育できる環境を保つため、猫の引き取りは中止している。

## 書籍
- 御誕生寺『ねこでら 猫がご縁をつなぐ寺』（秀和システム、2016年）
- 御誕生寺『ねこは なやまニャい』（オレンジページ、2016年）
- 猪苗代昭順『てらにゃんこ こころがけえほん』（えほんの杜、2023年）

## 所在地
- 福井県越前市庄田町32

## 交通
自動車
- E8 北陸自動車道 武生ICより車で約10分

公共交通機関
- 北陸新幹線 越前たけふ駅より
  - 徒歩約25分（約1.8 km）
  - タクシー5分程度
- ハピラインふくい線 武生駅、または福井鉄道福武線 たけふ新駅より
  - 徒歩約60分
  - タクシー10分程度
  - 福井鉄道バス（福鉄バス）入谷線「大手（おおで）」バス停（所要20分程度）から徒歩5分　※平日5往復、土曜・休日3往復

## 近隣
- 仁愛大学 － 徒歩数分
- 毫摂寺 － 徒歩25分